# Министерство социального обеспечения и благосостояния Израиля

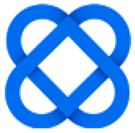
Эмблема Министерства социального обеспечения и благосостояния Израиля

Министерство социального обеспечения и благосостояния Израиля (ивр. משרד הרווחה והביטחון החברתי‎) — правительственное учреждение Государства Израиль, отвечающее за вопросы благосостояния населения и оказания ему социальных услуг. (Прежнее название: Министерство труда, обеспечения и социальных услуг Израиля (ивр. משרד העבודה, הרווחה והשירותים החברתיים‎), переименовано в 2021 году, с подчинением Ведомства труда Министерству экономики.)

## Цели работы министерства
Цель работы Министерства социального обеспечения и благосостояния заключается в защите, реабилитации и оказании помощи любому лицу, семье и общине в кризисных ситуациях в связи с временной или постоянной инвалидностью, нищетой и отчуждением, социальными отклонениями, трудностями функционирования, безработицей, дискриминацией или эксплуатацией.

## Структура министерства
Главой министерства является «Министр социального обеспечения Израиля», назначаемый по итогам коалиционных соглашений правительства.
Министерство социального обеспечения Израиля состоит из следующих отделов:
Специализированные отделы
- Отдел по заботе о лицах с отсталостью в умственном развитии (ивр. אגף לטיפול באדם עם מוגבלות שכלית התפתחותית - מש״ה‎) —

- Отдел развития социального положения (ивр. אגף לפיתוח הסדרים חברתיים‎) —

- Департамент социальных и реабилитационных услуг (ивр. אגף לשירותי רווחה ושיקום‎) —

- Исправительный отдел (ивр. אגף תקון‎) —

- Отдел по обслуживанию молодежи относящейся к группам риска (ивр. אגף לשירותי נוער בסיכון‎)

- Отдел персональных и социальных услуг (ивр. אגף לשירותים אישיים וחברתיים‎) —

- Отдел планирования и подготовки научно-исследовательских процессов (ивр. אגף מחקר תכנון והכשרה‎) —

- Департамент специальных функций (ивр. אגף תפקידים מיוחדים‎) —

Общие отделы
- Департамент внутреннего аудита (ивр. אגף ביקורת פנימית‎) —

- Департамент финансов (ивр. אגף הכספים‎) —

- Кафедра информатики (ивр. אגף מערכות מידע‎) —

- Департамент кадров (ивр. אגף משאבי אנוש‎) —

- Департамент бюджета и экономики (ивр. אגף תקצוב וכלכלה‎) —

- Отдел главного инженера (ивр. אגף מהנדס ראשי‎) —

## Список министров социального обеспечения
Список составлен на основании официальных данных правительства Израиля:
| №     | Имя                  | Название должности                              | Партия         | Правительство                           | Каденция         | Каденция         |
| №     | Имя                  | Название должности                              | Партия         | Правительство                           | Начало           | Конец            |
| ----- | -------------------- | ----------------------------------------------- | -------------- | --------------------------------------- | ---------------- | ---------------- |
| 1     | Ицхак Меир Левин     | Министр благосостояния                          | Агудат Исраэль | врем., 1-е, 2-е, 3-е                    | 14 мая 1948      | 18 сентября 1952 |
| 2     | Хаим Моше Шапира     | Министр благосостояния                          | МАФДАЛ         | 4-е, 5-е, 6-е, 7-е, 8-е                 | 24 декабря 1952  | 1 июля 1958      |
| 3     | Перец Нафтали        | Министр благосостояния                          | МАПАЙ          | 8-е                                     | 25 января 1959   | 17 декабря 1959  |
| 4     | Йосеф Бург           | Министр благосостояния                          | МАФДАЛ         | 9-е, 10-е, 11-е, 12-е, 13-е, 14-е, 15-е | 17 декабря 1959  | 1 сентября 1970  |
| 5     | Яаков Михаэль Хазани | Министр благосостояния                          | МАФДАЛ         | 15-е, 16-е                              | 1 сентября 1970  | 4 апреля 1974    |
| 6     | Виктор Шем-Тов       | Министр благосостояния                          | Маарах         | 17-е                                    | 3 июня 1974      | 29 октября 1974  |
| (5)   | Яаков Михаэль Хазани | Министр благосостояния                          | МАФДАЛ         | 17-е                                    | 30 октября 1974  | 2 июля 1975      |
| 7     | Ицхак Рабин          | Министр благосостояния                          | Маарах         | 17-е                                    | 7 июля 1975      | 29 июля 1975     |
| (4)   | Йосеф Бург           | Министр благосостояния                          | МАФДАЛ         | 17-е                                    | 29 июля 1975     | 4 ноября 1975    |
| 8     | Звулун Хаммер        | Министр благосостояния                          | МАФДАЛ         | 17-е                                    | 4 ноября 1975    | 22 декабря 1976  |
| 9     | Моше Барам           | Министр благосостояния                          | Маарах         | 17-е                                    | 16 января 1977   | 20 июня 1977     |
| 10    | Менахем Бегин        | Министр труда и социального благосостояния      | Ликуд          | 18-е                                    | 20 июня 1977     | 24 октября 1977  |
| 11    | Исраэль Кац          | Министр труда и социального благосостояния      | —              | 18-е                                    | 24 октября 1977  | 5 августа 1981   |
| 12    | Аарон Абухацира      | Министр труда и социального благосостояния      | Тами           | 19-е                                    | 5 августа 1981   | 2 мая 1982       |
| 13    | Аарон Узан           | Министр труда и социального благосостояния      | Тами           | 19-е, 20-е                              | 3 мая 1982       | 13 сентября 1984 |
| 14    | Моше Кацав           | Министр труда и социального благосостояния      | Ликуд          | 21-е, 22-е                              | 13 сентября 1984 | 22 декабря 1988  |
| 15    | Ицхак Шамир          | Министр труда и социального благосостояния      | Ликуд          | 23-е                                    | 22 декабря 1988  | 7 марта 1990     |
| 16    | Рони Мило            | Министр труда и социального благосостояния      | Ликуд          | 23-е                                    | 7 марта 1990     | 11 июня 1990     |
| (15)  | Ицхак Шамир          | Министр труда и социального благосостояния      | Ликуд          | 24-е                                    | 11 июня 1990     | 13 июля 1992     |
| (7)   | Ицхак Рабин          | Министр труда и социального благосостояния      | Авода          | 25-е                                    | 13 июля 1992     | 31 декабря 1992  |
| 17    | Ора Намир            | Министр труда и социального благосостояния      | Авода          | 25-е, 26-е                              | 31 декабря 1992  | 21 мая 1996      |
| 18    | Элияху Ишай          | Министр труда и социального благосостояния      | ШАС            | 27-е, 28-е                              | 18 июня 1996     | 11 июля 2000     |
| 19    | Раанан Коэн          | Министр труда и социального благосостояния      | Авода          | 28-е                                    | 10 августа 2000  | 7 марта 2001     |
| 20    | Шломо Бенизри        | Министр труда и социального благосостояния      | ШАС            | 29-е                                    | 7 марта 2001     | 23 мая 2002      |
| 21    | Ариэль Шарон         | Министр труда и социального благосостояния      | Ликуд          | 29-е                                    | 23 мая 2002      | 3 июня 2002      |
| (20)  | Шломо Бенизри        | Министр труда и социального благосостояния      | ШАС            | 29-е                                    | 3 июня 2002      | 28 февраля 2003  |
| 22    | Звулун Орлев         | Министр благосостояния и социальных услуг       | МАФДАЛ         | 30-е                                    | 3 марта 2003     | 11 ноября 2004   |
| и. о. | Авраам Равиц         | Зам. министра благосостояния и социальных услуг | Яхадут ха-Тора | 30-е                                    | 30 марта 2005    | 4 мая 2006       |
| 23    | Эхуд Ольмерт         | Министр благосостояния и социальных услуг       | Кадима         | 31-е                                    | 4 мая 2006       | 21 марта 2007    |
| 24    | Ицхак Герцог         | Министр благосостояния и социальных услуг       | Авода          | 31-е, 32-е                              | 21 марта 2007    | 19 января 2011   |
| 25    | Моше Кахлон          | Министр благосостояния и социальных услуг       | Ликуд          | 32-е                                    | 19 января 2011   | 18 марта 2013    |
| 26    | Меир Коэн            | Министр благосостояния и социальных услуг       | Еш Атид        | 33-е                                    | 18 марта 2013    | 14 мая 2015      |
| 27    | Хаим Кац             | Министр благосостояния и социальных услуг       | Ликуд          | 34-е                                    | 14 мая 2015      | 16 августа 2019  |
| 28    | Офир Акунис          |                                                 | Ликуд          | 34-е                                    | 20 января 2020   | 17 мая 2020      |
| 29    | Ицик Шмули           |                                                 | Авода          | 35-е                                    | 17 мая 2020      | 3 февраля 2021   |
| 30    | Бени Ганц            |                                                 | Кахоль-лаван   | 35-е                                    | 3 февраля 2021   | 13 июня 2021     |
| 31    | Меир Коэн            |                                                 | Еш атид        | 36-е                                    | 13 июня 2021     | 29 декабря 2022  |
| 32    | Яаков Марги          |                                                 | ШАС            | 37-е                                    | 29 декабря 2022  |                  |